# Тё Сондзин
Тё Сондзин (яп. 趙 善津 Тё: Сондзин, кор. 조선진, 18 апреля 1970 года) — игрок в го корейского происхождения, проживающий и выступающий за Японию.

## Биография
Тё Сондзин покинул Южную Корею и перебрался в Японию в возрасте 12 лет. Там он продолжил изучение го и получил ранг первого профессионального дана в 1984 году; наивысший ранг — 9 дан — он заработал в 1998 году. Тё Сондзин является обладателем нескольких японских го-титулов, в том числе одного из крупнейших — Хонъимбо, который он завоевал в 1999 году, победив Тё Тикуна после того, как тот удерживал этот титул 10 лет подряд.

## Титулы
| Титул                       | Победитель | Финалист |
| --------------------------- | ---------- | -------- |
| Существующие                |            |          |
| Хонъимбо                    | 1999       | 2000     |
| Кисэй                       |            | 2001     |
| Тэнгэн                      |            | 2002     |
| Кубок NEC                   | 2006       |          |
| Кубок Agon                  | 2000, 2001 |          |
| Синдзин-О                   | 1991       | 1995     |
| Ранее существовавшие        |            |          |
| Синъэй                      | 1991       |          |
| Континентальные             |            |          |
| Кубок Agon (Китай — Япония) | 2000, 2001 |          |
| Международные               |            |          |
| Кубок Samsung               |            | 1999     |